# SN 2006pm
SN 2006pm – supernowa typu Ia odkryta 11 listopada 2006 roku w galaktyce A215450+0056. W momencie odkrycia miała maksymalną jasność 21,70m.